# Eficiencia de pase
La eficiencia de pase, alternativamente llamada índice de pasador (en inglés, Passer rating o QB rating), es una fórmula matemática usada para evaluar de manera cuantitativa el desempeño de un quarterback o cualquier otro jugador de fútbol americano que lance el balón. No existe una fórmula única para todas las ligas de fútbol americano, ya que hay por lo menos dos fórmulas en uso: una usada oficialmente en la NFL y la CFL, y otra utilizada en el fútbol americano universitario. La eficiencia de pase es calculada usando los datos de porcentaje de pases completos, yardas por pase, touchdowns e intercepciones de cada quarterback. Este sistema de evaluación fue inventado por la NFL en 1973. 
Tomando en cuenta que su carácter es puramente matemático, se decidió aplicar retroactivamente los resultados logrados por los quarterbacks, lo que permite una comparación relativamente objetiva de dichos jugadores durante la historia. Más tarde, el fútbol americano universitario y las demás ligas han adoptado este sistema.

## Métodos de cálculo
Como se dijo anteriormente, la evaluación se determina por cuatro factores. Sin embargo, según los sistemas, las modalidades de cálculo seleccionados difieren en cuanto a los coeficientes y operaciones asignados a los valores observados. Los cuatro factores serán determinados por las letras A, B, C y D.
Los factores son: A, es el porcentaje de pases completos; B, el número de touchdowns anotados por intentos de pase; C, el número de intercepciones por intentos de pase; y D el número de yardas ganadas por intentos de pase.

### NFL y CFL
- A = {\displaystyle {{Completos \over Intentos}\times 100-30 \over 20}}

- B = {\displaystyle \textstyle {Touchdowns \over Intentos}\times 20}

- C = {\displaystyle \textstyle 2.375-\left({Intercepciones \over Intentos}\times 25\right)}

- D = {\displaystyle \textstyle \left({Yardas \over Intentos}-3\right)\times {1 \over 4}}

La fórmula será entonces: E = {\displaystyle \textstyle {(A+B+C+D) \over 6}\times 100}
Algunos factores son supervisados; así, el porcentaje de pases completos no podrá ser inferior al 30% ni superior a 77,5% durante la operación y ello incluso si el quarterback ha conseguido un rendimiento no muy bueno en esta área. Cada factor no podrá ser superior a 2,375 ni inferior a cero. Finalmente, los cuatro factores se suman, se dividen entre 6 y se multiplican por 100. De esta fórmula, la nota máxima que pueda alcanzarse por conducto de esta fórmula es de 158,3 puntos, que una minoría de quarterbacks ha logrado hacer hasta la fecha:
- Calificación máxima : {\displaystyle \textstyle {(2,375+2,375+2,375+2,375) \over 6}\times 100=158,3}

### NCAA
- A = {\displaystyle \textstyle {Completos \over Intentos}\times 100}

- B = {\displaystyle \textstyle {Touchdowns \over Intentos}\times 330}

- C = {\displaystyle \textstyle {Intercepciones \over Intentos}\times -200}

- D = {\displaystyle \textstyle {Yardas \over Intentos}\times 8.4}

La fórmula será entonces: E = {\displaystyle \scriptstyle A+B+C+D}
Contrariamente al sistema seleccionado por la NFL, el sistema universitario no supervisa los factores por los límites, lo que explica que las evaluaciones son en promedio superiores cuantitativamente a las registradas en la NFL.

### Arena Football League
- A = {\displaystyle {{Completos \over Intentos}\times 100-30 \over 20}}

- B = {\displaystyle \textstyle {Touchdowns \over Intentos}\times 15}

- C = {\displaystyle \textstyle 2.375-\left({Intercepciones \over Intentos}\times 25\right)}

- D = {\displaystyle \textstyle \left({Yardas \over intentos}-3\right)\times {1 \over 4}}

La fórmula será entonces : E = {\displaystyle \textstyle {(A+B+C+D) \over 6}\times 100}
Como en la NFL y la CFL, cada factor no podrá ser superior a cero ni inferior a cero, lo que permite allí también alcanzar un máximo al tiempo que comete algunos errores.

## Marcas
Para un orden de ideas, la mejor marca en la NFL de la evaluación sobre el conjunto de una carrera es de Steve Young con una puntuación de 96,8 con por lo menos 1,500 pases intentados. La mejor marca por una temporada es de Aaron Rodgers, quien alcanzó 122,5 puntos en 2011. En 2004 fue impuesta la marca para un novato por Ben Roethlisberger que es de 98,1. La marca perfecta de 158,3 en la NFL ha sido alcanzada sólo en ocasiones especiales ya que es difícilmente imaginable llegar a un resultado perfecto sobre el conjunto de una temporada.
Aun así 34 quarterbacks han logrado alcanzar esta cifra perfecta durante partidos completos tal como se detalla a algunos de ellos en esta pequeña lista:
| Quarterback        | Fecha                    | Equipo                   | Adversario               | Comp | Intentos | Yds | TD | Int |
| ------------------ | ------------------------ | ------------------------ | ------------------------ | ---- | -------- | --- | -- | --- |
| Don Meredith       | 12 de diciembre de 1967  | Dallas Cowboys, 52       | Cleveland Browns, 14     | 10   | 12       | 212 | 2  | 0   |
| Terry Bradshaw     | 19 de diciembre de 1976  | Pittsburgh Steelers, 40  | Baltimore Colts, 14      | 14   | 18       | 264 | 3  | 0   |
| Dave Krieg         | 24 de diciembre de 1983  | Seattle Seahawks, 31     | Denver Broncos, 7        | 12   | 13       | 200 | 3  | 0   |
| Kurt Warner        | 3 de octubre de 1999     | St. Louis Rams, 38       | Cincinnati Bengals, 10   | 17   | 21       | 310 | 3  | 0   |
| Kurt Warner        | 1 de octubre de 2000     | St. Louis Rams, 57       | Cincinnati Bengals, 31   | 24   | 30       | 390 | 4  | 0   |
| Peyton Manning     | 22 de octubre de 2000    | Indianapolis Colts, 30   | New England Patriots, 23 | 16   | 20       | 268 | 3  | 0   |
| Doug Flutie        | 24 de diciembre de 2000  | Buffalo Bills, 42        | Seattle Seahawks, 23     | 20   | 25       | 366 | 3  | 0   |
| Peyton Manning     | 10 de noviembre de 2002  | Indianapolis Colts, 35   | Philadelphia Eagles, 13  | 18   | 23       | 319 | 3  | 0   |
| Kerry Collins      | 22 de diciembre de 2002  | New York Giants, 44      | Indianapolis Colts, 27   | 23   | 29       | 366 | 4  | 0   |
| Peyton Manning     | 28 de septiembre de 2003 | Indianapolis Colts, 55   | New Orleans Saints, 21   | 20   | 25       | 314 | 6  | 0   |
| Chad Pennington    | 16 de noviembre de 2003  | New York Jets, 31        | Indianapolis Colts, 38   | 11   | 14       | 219 | 3  | 0   |
| Trent Green        | 14 de diciembre de 2003  | Kansas City Chiefs, 45   | Detroit Lions, 17        | 20   | 25       | 341 | 3  | 0   |
| Peyton Manning     | 4 de enero de 2004       | Indianapolis Colts, 41   | Denver Broncos, 10       | 22   | 26       | 377 | 5  | 0   |
| Ben Roethlisberger | 11 de septiembre de 2005 | Pittsburgh Steelers, 34  | Tennessee Titans, 7      | 9    | 11       | 218 | 2  | 0   |
| Donovan McNabb     | 23 de septiembre de 2007 | Philadelphia Eagles, 56  | Detroit Lions, 21        | 21   | 26       | 381 | 4  | 0   |
| Tom Brady          | 21 de octubre de 2007    | New England Patriots, 49 | Miami Dolphins, 28       | 21   | 25       | 354 | 6  | 0   |
| Ben Roethlisberger | 5 de noviembre de 2007   | Pittsburgh Steelers, 38  | Baltimore Ravens, 7      | 13   | 16       | 209 | 5  | 0   |
| Ben Roethlisberger | 20 de diciembre de 2007  | Pittsburgh Steelers, 41  | St. Louis Rams, 24       | 16   | 20       | 261 | 3  | 0   |
| Kurt Warner        | 14 de septiembre de 2008 | Arizona Cardinals, 31    | Miami Dolphins. 10       | 19   | 24       | 361 | 3  | 0   |

En la CFL, el quarterback Dave Dickerson de los Calgary Stampeders y los British Columbia Lions estableció en la temporada de 2005 una nueva marca sin precedentes en esa liga con una eficiencia de pase de 118,8. Esta marca está bastante próxima a las  de la NFL. Pero durante la temporada de 2008, Quinton Porter de los Hamilton Tiger Cats se convirtió en el primer quarterback en poseer una eficiencia de pase perfecta (158.3) en un partido completo.
En la NCAA, las cifras son mucho más elevadas, tomando en cuenta el método de cálculo. El récord en el conjunto de un programa de estudios es poseído por el antiguo quarterback de Boise State, Ryan Dinwiddie, con una puntuación de 168,9 entre 2000 y 2003. La mejor marca en una sola temporada pertenece a Colt Brennan de Hawái, quien amasó una eficiencia de pase de 186.0 a lo largo de la temporada de 2006, mientras que la marca de un jugador de primer año pertenece a Michael Vick del Virginia Tech, con una eficiencia de 180.4 en la temporada de 1999.